# 白雪公主行動

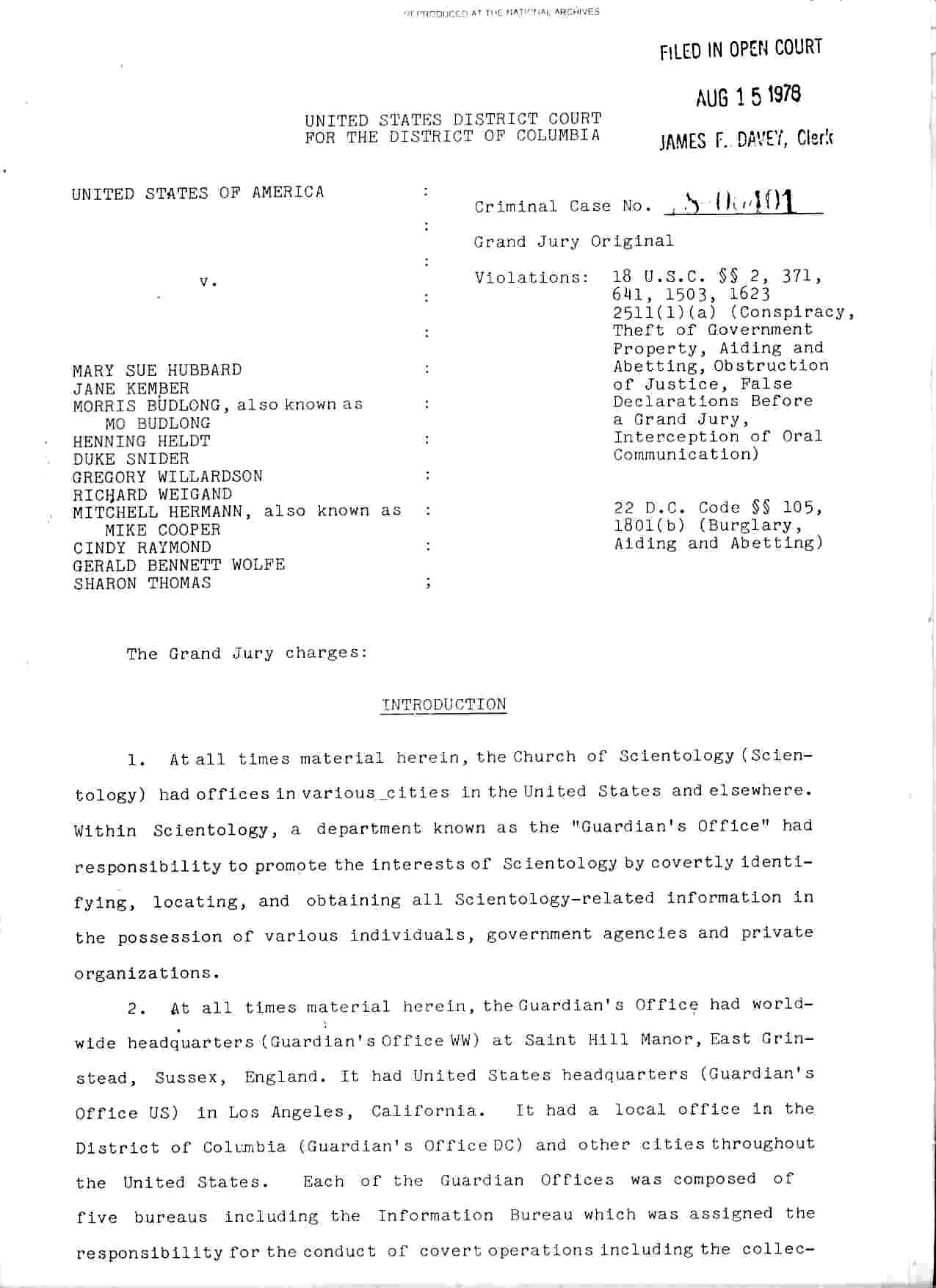
大陪審團指控 - 「美國訴瑪麗·蘇·賀伯特等人」案簡介，來自美国哥伦比亚特区联邦地区法院，1979年

白雪公主行動是山達基教會在1970年代發起的一項犯罪陰謀，旨在清除公共機構中有關山達基教及其創始人L·羅恩·賀伯特的不利記錄。該計畫讓分佈在三十多個國家的教會成員展開了對136個政府機構、外國使領館以及批評山達基的私人組織的一系列滲透和盜竊。該活動是美國政府史上最大規模的滲透活動之一，共動用了多達五千名秘密特工。發現白雪公主行動這一案件引發了美國政府對教會的調查，而對這次行動的調查也揭露了山達基教會的另一項陰謀「恐慌行動」。
「白雪公主計畫」（732號保衛命令）是由宗教創始人賀伯特親自編寫並發佈的。根據該計劃，教會的守護者辦公室特工對美國政府部門的辦公室（尤其是美國國稅局）進行了滲透、竊聽和盜竊文件等活動。十一名教會高層管理人員已認罪，包括瑪麗·蘇·賀伯特（創始人賀伯特的第三任妻子，時為該組織的第二把手）在內，並在聯邦法院被判妨礙司法公正、入室竊盜政府辦公室和竊盜公共財產等罪名。此案為「美國訴瑪麗·蘇·賀伯特等人」案（493 F.Supp. 209 - D.D.C. 1979）。